# ریچارد جی. ایوانز
ریچارد جی. ایوانز (انگلیسی: Richard J. Evans؛ زادهٔ ۲۹ سپتامبر ۱۹۴۷) تاریخ‌نگار، استاد دانشگاه، و نویسنده غیر داستانی اهل بریتانیا است و روی مسائل مربوط به آلمان تمرکز دارد.